# Poetens inspiration
Poetens inspiration (franska: L'Inspiration du poète) är två oljemålningar av den franske barockkonstnären Nicolas Poussin. Den första målades 1628 och är utställd på Niedersächsisches Landesmuseum i Hannover och den andra, som målades  omkring 1629–1630, ingår i samlingarna på Louvren i Paris.

## Bakgrund
Poussin föddes 1594 i Normandie, men var bosatt i större delen av sitt liv i Rom där han utvecklade ett klassiskt måleri. Han intresserade sig inte nämnvärt för sin samtid utan fokuserade helt och hållet på historiska, mytologiska och bibliska motiv. 

## Hannoverversionen

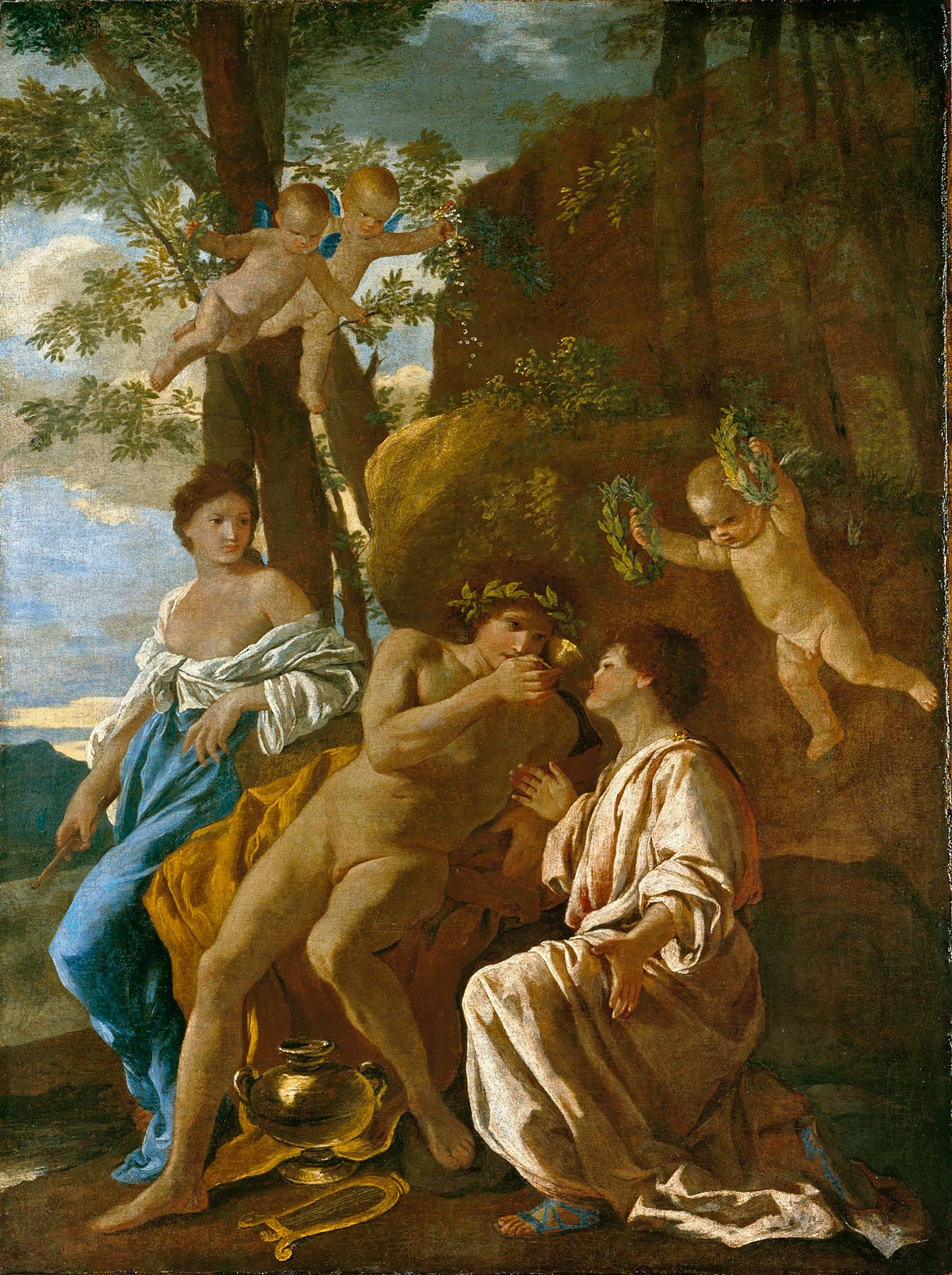
Die Inspiration eines Dichters på Niedersächsisches Landesmuseum i Hannover.

Denna första versionen, utställd som Die Inspiration eines Dichters på Niedersächsisches Landesmuseum i Hannover, är mindre än Louvrenversionen och mäter 94 cm på höjden och 69,5 cm i bredd. Den porträtterar Euterpe, musikens musa med flöjt som attribut, den lagerkrönte Apollon som var ljusets, konstens och poesins gud med lyra som attribut och en ung poet som dricker från den skål Apollon bjuder honom. Ovanför dem svävar nakna barngestalter som i konsten benämns putto.

## Louvrenversionen
Den andra versionen är monumental i sitt utförande, en av de största målningar Poussin utförde. Även i denna målning porträtteras en musa, Apollon och en poet. Kvällsljuset i målningen slår an ett stämningsackord som antyder ämnets poetiskt idealiserande karaktär. Apollon pekar mot papperen där poeten gör sig beredd att skriva. I inspirationens ögonblick uppenbarar sig en putto med lagerkransar. 
Musan, som är avbildad i en harmoniskt idealiserad gestalt, ska antagligen föreställa Kalliope, den främsta av de nio muserna och den episka poesins och vetenskapens beskyddarinna. Kvinnan som stått modell för Kalliope känns igen från flera andra målningar av  Poussin från denna tid. Det har spekulerats om modellen är Anna Dughet som konstnären gifte sig med 1630 i San Lorenzo in Lucina i Rom.
Poeten kan möjligen föreställa Vergilius. Det kan också vara så att målningen utfördes som en hyllning till en samtida eller nyligen avliden poet. Det är ej känt vem som har beställt målningen, men man vet att den ägdes av kardinal Jules Mazarin i mitten av 1600-talet, av Jeanne Baptiste d'Albert de Luynes i början av 1700-talet och av den skotske vetenskapsmannen Thomas Charles Hope på 1800-talet. Den förvärvades av Louvren 1911.